# Erkki Saurala
Erkki Olavi Saurala, nato Stenlund (Vyborg, 17 gennaio 1917 – Lappeenranta, 30 dicembre 1941), è stato un cestista finlandese.

## Carriera
Con la Finlandia ha disputato i Campionati europei del 1939.
Venne ferito il 24 agosto 1941 durante la Guerra di continuazione. Morì il 30 dicembre dello stesso anno.